# Hummer
Die Hummer (Homarus) sind eine meeresbewohnende Gattung der Zehnfußkrebse (Decapoda) aus der Familie der Hummerartigen (Nephropidae). Sie umfasst heute die zwei Arten Amerikanischer Hummer und Europäischer Hummer.

## Verbreitung

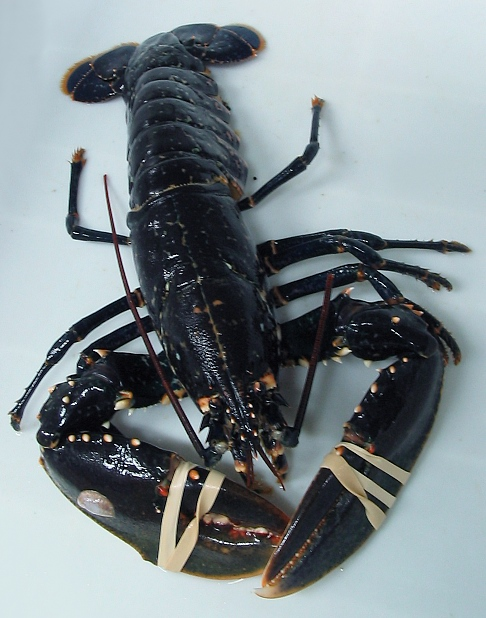
Europäischer Hummer (Homarus gammarus), hier gut erkennbar mit Z-Schere links

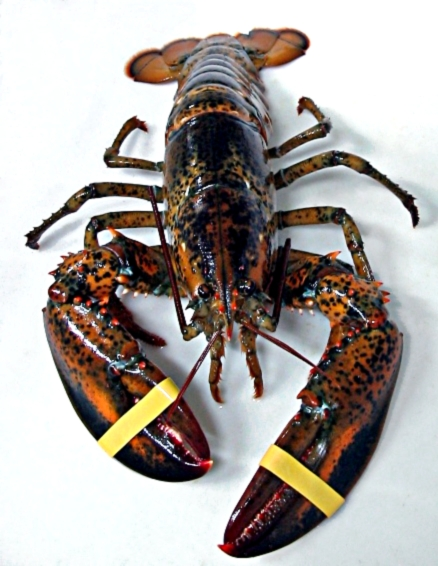
Amerikanischer Hummer (Homarus americanus), hier linke Schere als Z-Schere ausgebildet

Der Amerikanische Hummer ist in den Gewässern vor der nordamerikanischen Ostküste von der kanadischen Provinz Labrador im Norden bis zum US-Bundesstaat North Carolina im Süden heimisch. Als Neozoon ist diese Art seit 1999 an der Nordseeküste Schwedens, Dänemarks und Norwegens bekannt. Es wird vermutet, dass diese Tiere dort von Menschen eingebürgert wurden.
Der Europäische Hummer hat sein Verbreitungsgebiet im Schelf der europäischen Atlantikküste, in der Nordsee, im Mittelmeer und im westlichen Schwarzen Meer. Es reicht von den Lofoten im Norden bis Marokko im Süden, den Azoren im Westen und Israel im Osten, in der Ostsee ist er nicht heimisch.

## Beschreibung

### Merkmale
Ausgewachsene Hummer haben üblicherweise Körperlängen zwischen 30 und 64 Zentimeter und ein Gewicht von etwa 1 bis 6 Kilogramm. Das Wachstum eines Hummers kulminiert nicht, verlangsamt sich aber mit zunehmendem Alter. Der größte Europäische Hummer, der jemals gefangen wurde, war 1,26 Meter lang und 9,3 Kilogramm schwer, allein die Knackschere wog 1,2 Kilogramm. Mit dem Rekordgewicht von 20,1 Kilogramm war ein Amerikanischer Hummer sogar mehr als doppelt so schwer.
Die Farbe von Hummern variiert stark von einem kräftigen Blau bis hin zu dunklen Violetttönen und ist abhängig von der Nahrung und der Farbe des Gesteins in ihrem Lebensraum. Sehr selten sind gelbe Färbungen und Albinismus. Die Flanken der Tiere sind meist gelblich bis braun mit dunkleren, oft rötlichen Sprenkeln.
Die Endglieder am ersten Beinpaar (Pereiopoden I) der Hummer sind rechts und links deutlich verschieden ausgebildete Scheren (Chelae): Man kann eine kräftigere Knackschere (auch Knoten- oder K-Schere genannt) gegenüber einer schlankeren Greifschere mit innen feinen Zähnchen (auch Schneide- oder Z-Schere genannt) unterscheiden. Bei einer größeren Stichprobe kann die Knackschere nahezu im Verhältnis 50 : 50 sowohl die rechte als auch die linke Schere sein. Die Scherenhandfläche ist dabei immer weniger als zweimal so lang wie der Scherenfinger (Dactylus). Auch das zweite und dritte Beinpaar besitzen Scheren, die allerdings sehr viel kleiner und symmetrisch ausgebildet sind. Die Pereiopoden IV und V enden nicht in Scheren. Die Scheren sind stets glatt und unbehaart.
Adulte Männchen sind meist größer als adulte Weibchen. Die Scheren der Männchen sind proportional zur Körperlänge größer, beim Weibchen ist das Abdomen breiter. Zusätzlich ist bei Männchen das erste Paar der Schwimmbeine (Pleopoden) verhärtet, während bei weiblichen Hummern diese weich und biegsam sind.
Die beiden Hummerarten haben im Vergleich zu anderen Arten der Hummerartigen ein sehr glattes Exoskelett. Auf dem Carapax befinden sich eher unscheinbare Vertiefungen bzw. Grate, die einzelnen Somite des Abdomens sind einheitlich glatt und eben. Mit Ausnahme einzelner Spitzen sind auch die Scheren stets glatt und unbehaart.

### Ökologie
Hummer leben in den sublitoralen Bereichen der Meeresküsten in Tiefen von bis zu 480 Meter Tiefe, sind aber meist in Tiefen von 4 bis 50 Meter anzutreffen, wo sie als Benthont festen Meeresboden oder Felsen bevorzugen. Der besiedelte Temperaturbereich des Lebensraums reicht von 5 bis 20 °C, wobei Extremtemperaturen von 1 °C und 35 °C kurzzeitig toleriert werden können.
Hummer leben einzeln in Höhlen oder Spalten, die sie nachts zum Fressen verlassen. Die Ernährung besteht aus Wirbellosen wie kleinen Krebsen, Mollusken, Seeigeln, Seesternen und Vielborstern. Kannibalismus kann in Aquarien bei dichten Populationen auftreten, ist in der Natur aber selten.
Adulte Tiere sind ortstreu; Migrationen von Europäischen Hummern erfolgen im kleineren Rahmen, während beim Amerikanischen Hummer auch größere Wanderungen vorkommen können.
An der Küste von Helgoland, wo durch die felsigen Unterwasserreliefs ideale Lebensbedingungen für Hummer herrschen, wären die ehemals großen Populationen der Krustentiere ohne regelmäßige Auswilderung nachgezogener Jungtiere wegen der Meeresverschmutzung und -erwärmung auf Dauer nicht überlebensfähig. Die verbliebenen fünf lizenzierten Fischer der Insel arbeiten mit den beteiligten Biologen zusammen, indem sie eingefangene eiertragende Hummerweibchen unentgeltlich zuliefern. Um dem Hummer neuen Lebensraum zu schaffen, wurden ab 2014 die Steinaufschüttungen unter den Windkraftanlagen in der Deutschen Bucht mit Hummer-Jungtieren versehen. Die Chancen wurden als vielversprechend angesehen.

### Fortpflanzung und Lebenszyklus

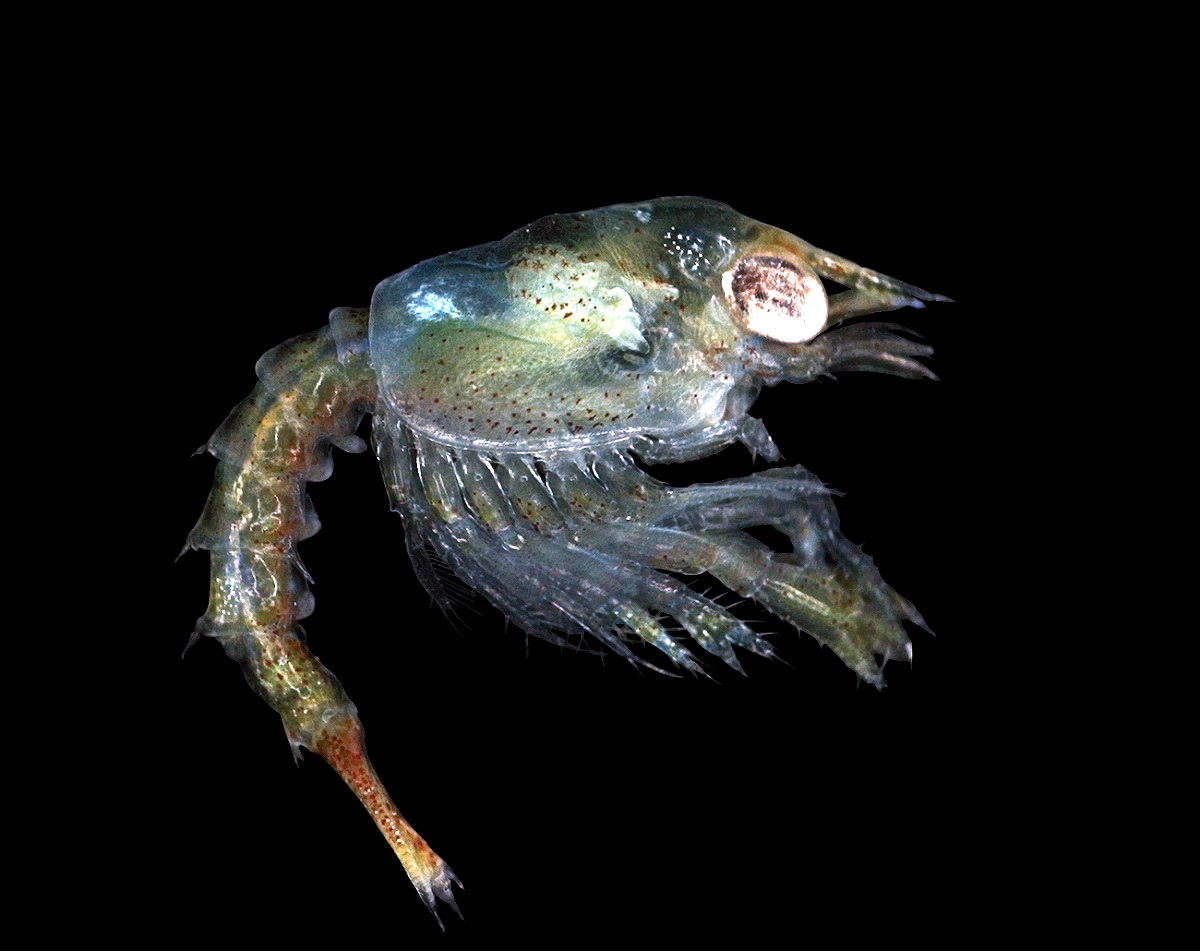
Larve des Europäischen Hummers

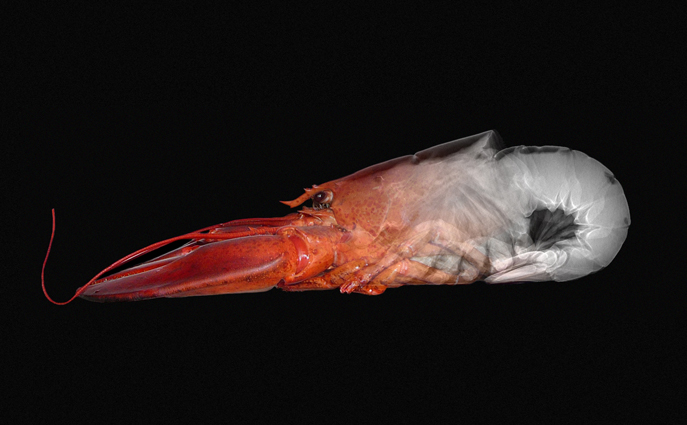
Fusionsbild Hummer

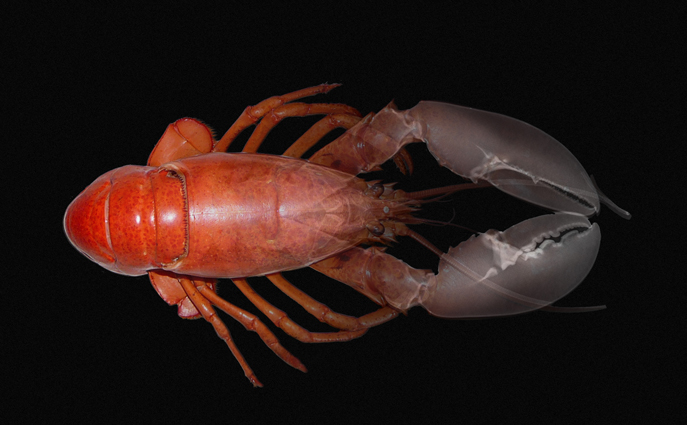
Fusionsbild Hummer

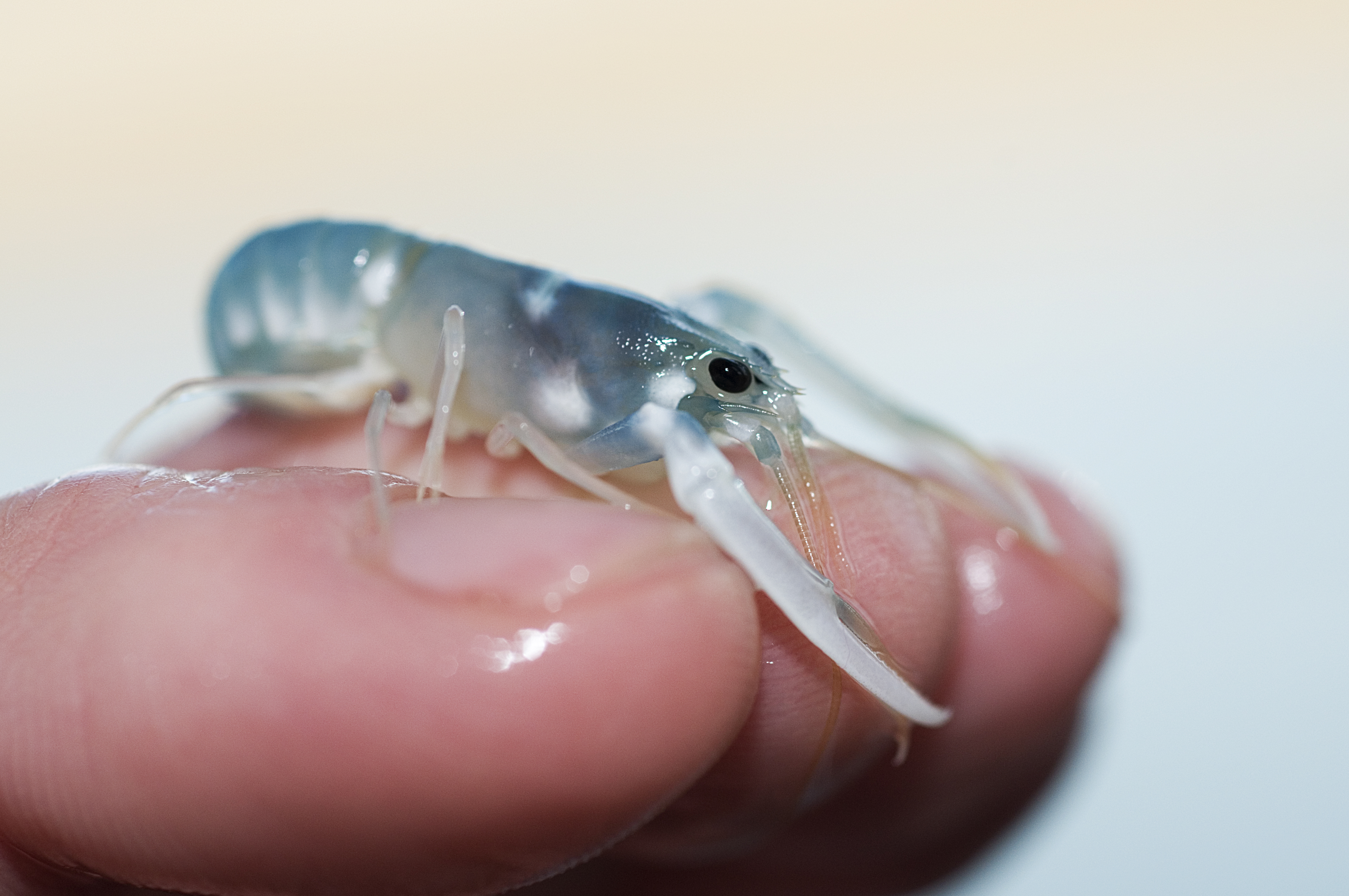
Juveniler Europäischer Hummer

Männchen werben um Weibchen, indem sie, meist im Herbst, eine Paarungshöhle anlegen. Diese dient vor allem zum Schutz des Weibchens, denn es muss zur sexuellen Vereinigung den Panzer abwerfen, weil er das Geschlechtsorgan versperrt. Ohne das Außenskelett ist das Weibchen nun völlig schutzlos und auf die Hilfe des Männchens angewiesen. Das Weibchen beginnt nun damit, einen neuen Panzer anzulegen. Nach etwa sieben Tagen trägt die noch dünne Kalkschale wieder so weit, dass es zur eigentlichen Paarung kommen kann. Die Kopulation wird Bauch an Bauch vollzogen und dauert nur ganze fünf Sekunden. Dabei übergibt das Männchen ein Samenpaket, das das Weibchen zu einem späteren Zeitpunkt zum Befruchten der Eier verwendet. Während einer weiteren Woche beschützt das Männchen seine Partnerin, bis deren Panzer wieder vollständig ausgehärtet ist.
Weibchen verwahren die Samenpakete, die externe Befruchtung der Eier erfolgt meist im folgenden Sommer. Bis zu 60.000 Eier befestigt das Weibchen an der Unterseite ihres Abdomen an den Schwimmbeinen (Pleopoden). Dort können sie bis zu 11 Monate verbleiben, sodass man Weibchen fast das ganze Jahr über mit Eiern antrifft. Frische Eier haben eine dunkelgrüne Färbung, sind anschließend schwarz und bei fast vollständiger Entwicklung der Embryonen rötlich. Die Eier der Hummer sind im Vergleich zu anderen Krebstieren relativ groß, aber ihre Zahl ist im Vergleich eher gering.
Die Larven leben planktonisch und sind Allesfresser. Sie häuten sich in Abhängigkeit von der Wassertemperatur innerhalb von 22 bis 100 Tagen dreimal und sind dann etwa 12 Millimeter groß. Nur etwa 0,005 % der Larven des Europäischen Hummers überleben diesen Lebensabschnitt. Anschließend suchen sich die Hummerlarven am Meeresgrund eine geschützte Stelle oder graben sich in den Meeresboden und verbleiben dort zwei bis drei Jahre. Nun als Benthont werden Hummer in einem Alter von meist vier Jahren geschlechtsreif.
Im ersten Lebensjahr häuten sich Hummer bis zu zehnmal, mit zunehmendem Alter sinkt die Häutungsrate auf einmal in mehreren Jahren. Je Häutung vergrößert sich die Länge des Carapax um 10 % bis 20 %.
Hummer wachsen durch die Häutung ihres harten Exoskeletts, das sie häufig abwerfen: Der durchschnittliche Hummer kann sich bereits bis zu 44 Mal häuten, bevor er ein Jahr alt ist. Erreichen Hummer ein Alter von sieben Jahren, so häuten sie sich einmal jährlich und danach alle zwei bis drei Jahre. Dabei erfordert jeder Häutungsvorgang mehr Energie als der vorherige, weil der Hummer an Größe zunimmt.

## Systematik
Die Gattung umfasst heute die zwei Arten Homarus americanus H. Milne-Edwards 1837 und Homarus gammarus L. 1758; fossil sind weitere acht Arten bekannt.
Als Unterscheidungsmerkmal der zwei rezenten Arten gilt der fehlende Stachel an der Unterseite des Rostrums am Carapax beim Europäischen Hummer. Jedoch ist eine verlässliche Differenzierung von Amerikanischen und Europäischen Hummer nur über genetische Untersuchungen möglich.
Von künstlichen Befruchtungen ist bekannt, dass Amerikanischer und Europäischer Hummer Hybride zeugen können. Dass dies auch in der Natur vorkommen kann, war bisher höchst unwahrscheinlich, da sich die Verbreitungsgebiete nicht überschnitten und die Partnerwahl vorwiegend innerhalb der Art stattfindet. Dennoch wurde vor Norwegen im Herbst 2009 ein Weibchen des Amerikanischen Hummers gefangen, das Hybrid-Eier mit sich trug. Ob diese Hybride steril sind oder fruchtbar, ist Gegenstand der Forschung.
Der ehemals zu dieser Gattung zählende Kaphummer (Homarinus capensis) ist auf Grund der Behaarung der Scheren und seiner wesentlich kleineren Körpergröße in die monotypische Gattung Homarinus gestellt worden.

## Hummer und Menschen

### Bestandserhaltung

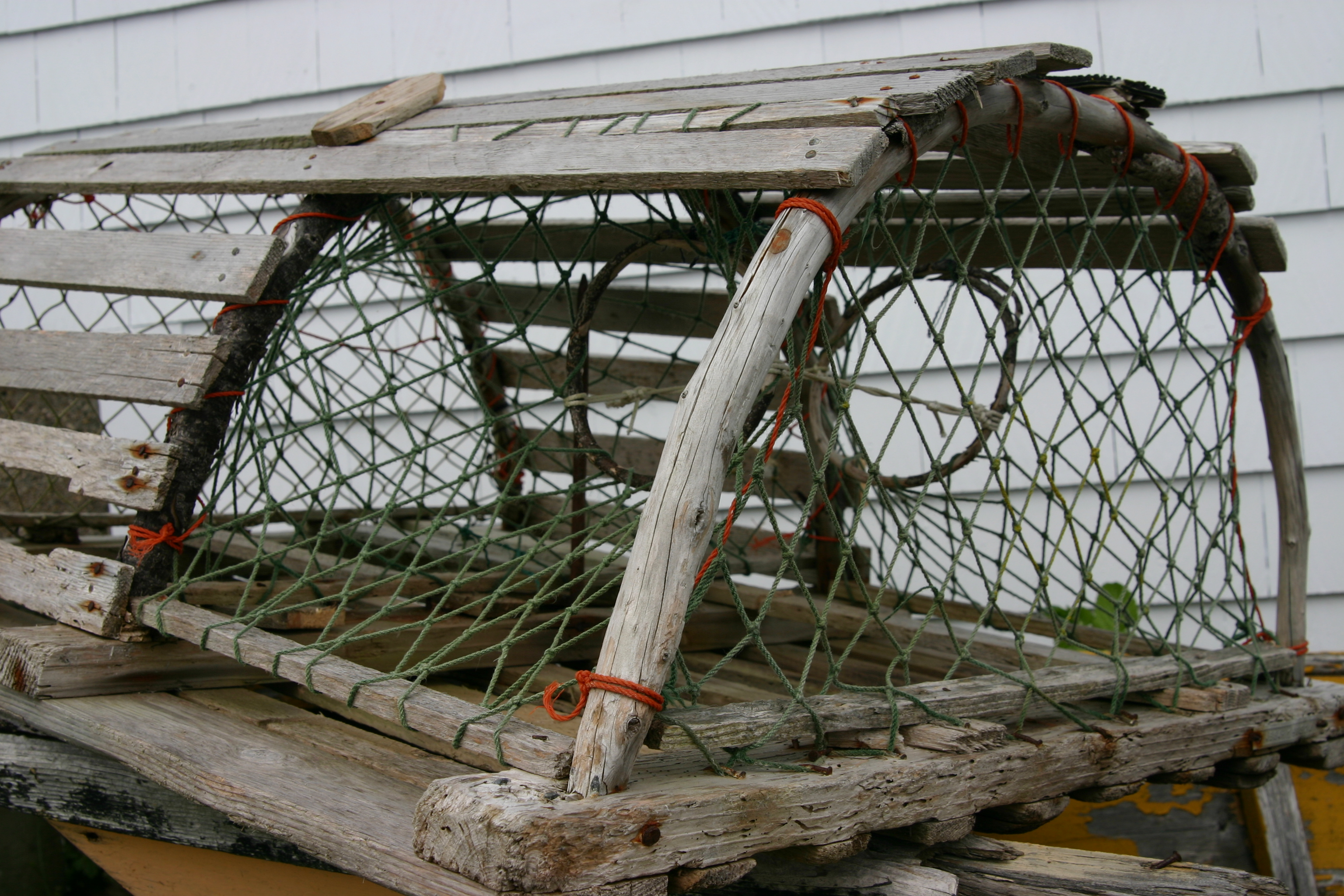
Hummerfalle

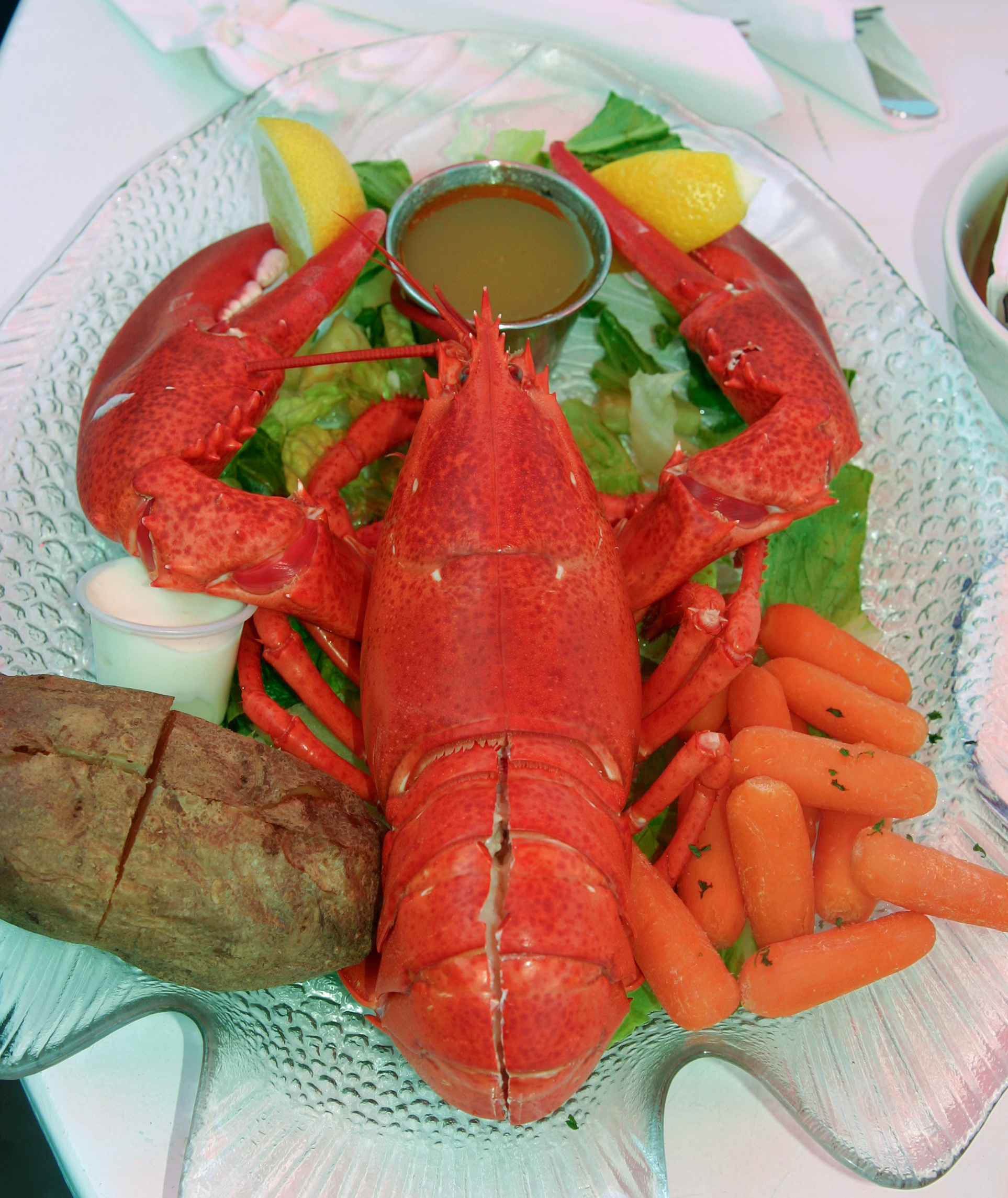
Der Hummer gilt als schwierige Speise.

Um den Bestand zu schützen, dürfen angelandete Hummer bestimmte regional unterschiedliche Mindestlängen nicht unterschreiten. So ist etwa in Massachusetts eine Carapax-Länge von mindestens 3¼ Zoll (ca. 8 cm) vorgeschrieben; in Schleswig-Holstein beträgt die Mindestlänge inklusive Rostrum 11 cm.
Der Fangertrag lag 2009 bei 100.000 t des Amerikanischen Hummers und bei etwa 4.500 t des Europäischen Hummers. Trotz dieser Befischung gelten die Populationen beider Arten als stabil bzw. zunehmend.

### Fang und Verarbeitung
Hummer als Lebensmittel sind eine bekannte Delikatesse und werden reguliert befischt. In der Regel geschieht dies mit Fallen, den sogenannten Hummerkörben, in die die Tiere zwar hinein gelangen können, konstruktionsbedingt jedoch nicht wieder hinaus.
Nach dem Fang werden den Hummern die Scheren zusammengebunden, um Kannibalismus vorzubeugen. Anschließend werden sie in kleinen Styroporbehältern zum Verbraucher transportiert.
Die Tötung von Hummern wird in Deutschland durch die Verordnung zum Schutz von Tieren im Zusammenhang mit der Schlachtung oder Tötung (TierSchlV) geregelt: Danach müssen Krebstiere in stark kochendem Wasser, das den Körper vollständig bedeckt und nach seiner Zugabe weiter stark kocht, oder elektrisch oder nach elektrischer Betäubung getötet werden. In Deutschland dürfen lebende Krustentiere nur in Wasser oder vorübergehend auf feuchter Unterlage transportiert werden. Von Tierschützern wird diese Praxis sowie Art und Dauer des Transportes kritisiert.
Laut einer Veröffentlichung der Europäischen Behörde für Lebensmittelsicherheit (EFSA) löst das Kochen von lebenden Hummern bei diesen wahrscheinlich Schmerz und Leid aus, ebenso das Durchbohren der Tiere.
Eine weitere Methode, einen Hummer zu töten, ist das Zerteilen des lebenden Tieres. Zunächst wird die Kopfpartie mit einem gezielten Schnitt längs zerteilt und der Hummer anschließend zerlegt. Diese in Deutschland verbotene Methode wird vor allem in der klassischen französischen Küche, in den skandinavischen Ländern, aber auch in Asien eingesetzt. In den skandinavischen Ländern wird die Methode auch angewandt, da das Kochen des lebenden Tieres verboten ist, so seit 2022 in Dänemark. Das so gewonnene rohe Hummerfleisch kann nun auch mit anderen Garmethoden als dem Kochen zubereitet werden.
In der Schweiz wurde 2018 durch einen Bundesratsbeschluss die bis dahin nur für Wirbeltiere geltende Betäubungspflicht auf Panzerkrebse ausgeweitet. Das in der Gastronomie übliche Eintauchen nicht betäubter Hummer in siedendes Wasser ist seither verboten. Zudem dürfen sie nicht mehr direkt auf Eis oder in Eiswasser transportiert werden und im Wasser lebende Arten müssen neu immer in ihrem natürlichen Milieu gehalten werden. Ein Importverbot wurde indes vom Nationalrat abgelehnt.

#### Arten der Zubereitung
Von den vielen möglichen Zubereitungsarten seien zwei erwähnt, die bei französischsprachigen Speisekarten Anlass zur Verwechslung geben können. Bei beiden Arten erfolgt die Tötung wie oben beschrieben durch Eintauchen in sprudelnd kochendes Wasser.
- Homard à l’armoricaine (Hummer auf bretonische Art)

Der Hummer wird nach dem Kochen zerteilt, angebraten, flambiert, mit Tomatenstücken und Gewürzen gedünstet und verzehrfertig serviert.
- Homard à l’américaine (Hummer nach amerikanischer Art)

Nach dem Zerteilen in Längsrichtung wird der Hummer nicht ausgelöst und mit wenig Tomatenmark und Gewürzen gekocht. Die Alkoholika dienen zum Ablöschen.

## Vernachlässigbare Seneszenz
Hummer werden fruchtbarer und stärker, je älter sie werden, nicht umgekehrt. Der Schlüssel hierzu ist vermutlich Telomerase, die in der Lage ist, ihre Zellen auf unbestimmte Zeit zu verjüngen: Hummer produzieren ausreichende Mengen dieser Substanz, um ihre Telomere zu erneuern und zu verhindern, dass Zellen sterben. Dieser Mechanismus ist so effektiv, dass jene Tiere, die 60 oder 70 Jahre alt sind, ebenso fruchtbar sind wie solche, die einige Jahrzehnte jünger sind.